# Pepijn Nagtzaam
Pepijn Nagtzaam (Roosendaal, 8 juni 1992) is een Nederlands journalist die anno 2024 als verslaggever Midden-Oosten werkzaam is bij RTL Nieuws. In 2020 werkte hij tevens voor Nieuwsuur.

## Carrière
Nagtzaam groeide op in Roosendaal. Hij studeerde vanaf 2011 aan de Fontys Hogeschool Journalistiek in Tilburg. Hij liep stage bij BredaVandaag en bij RTL Nieuws in New York. Tijdens zijn studie werkte hij als freelance journalist bij onder meer BredaVandaag, Omroep Brabant, EenVandaag, RTL Z en andere media.
Sinds 2021 woont en werkt Nagtzaam in Istanbul. Hij werkte enkele jaren samen met correspondent Olaf Koens als cameraman en producer, onder meer in Oekraïne, Turkije, Somalië en verschillende landen in het Midden-Oosten. In 2022 was Nagtzaam veel in Oekraïne om verslag te doen van de oorlog tussen Oekraïne en Rusland. In 2023 deed Nagtzaam verslag van de zware aardbevingen in Turkije en Syrië.